# Maison Fallut
La maison Fallut est située à Montluçon (France).

## Localisation
La maison est située sur la commune de Montluçon, au 14 rue des Cinq-Piliers, dans le département de l'Allier, en région Auvergne-Rhône-Alpes.

## Description
Maison du XVe siècle avec façade à pans de bois, avec fermes apparents et saillants au devant du pignon.

## Historique
Maison des héritiers de François Biraud (ou Béraud), maître tailleur d’habits, 19 avril 1655, vente de la maison sise au 29 rue de la Fontaine, confront ouest. Au début du XXe siècle, cette maison abritait la boucherie Fallut.
La maison est inscrite partiellement au titre des monuments historiques par arrêté du 25 mars 1935.

## Galerie

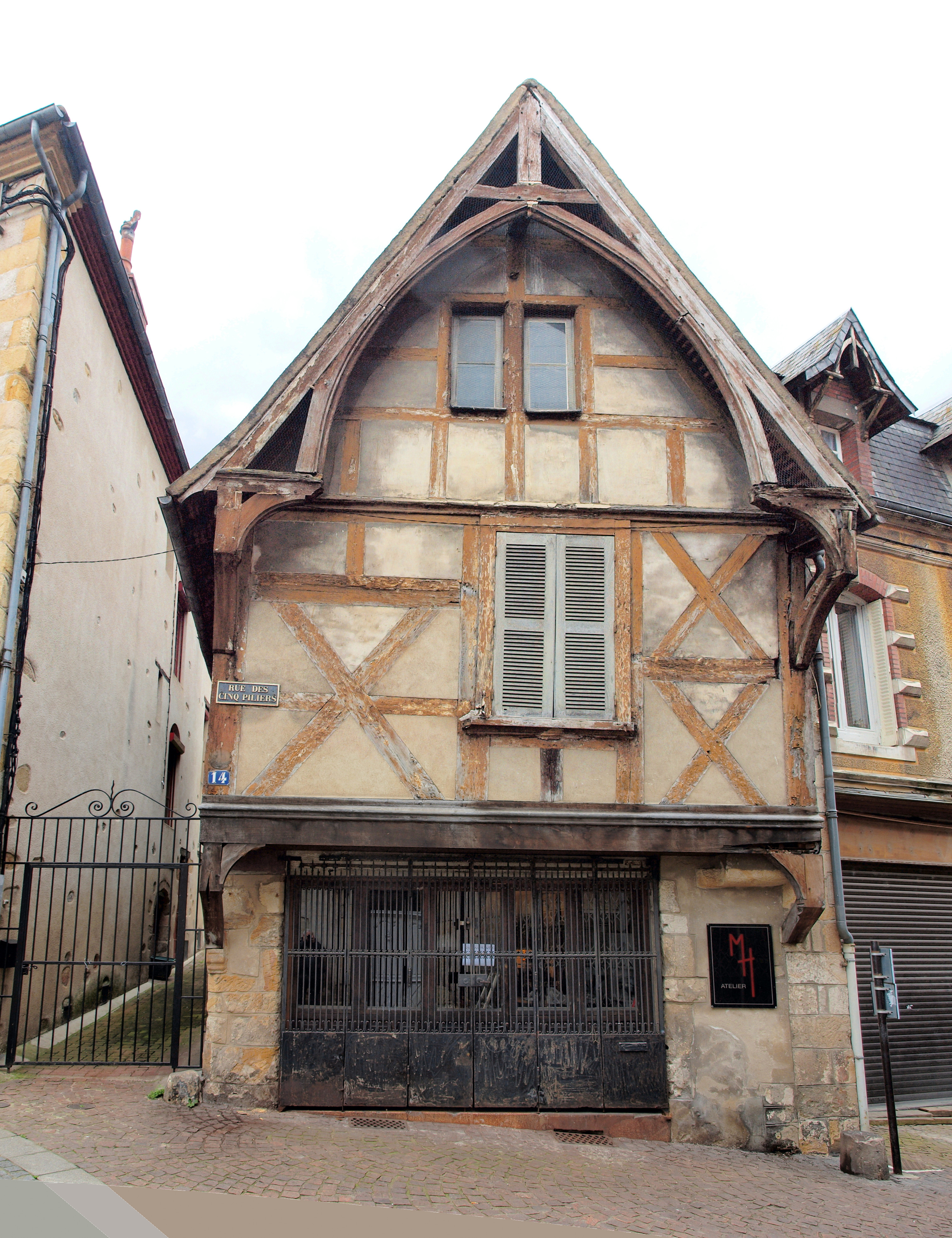
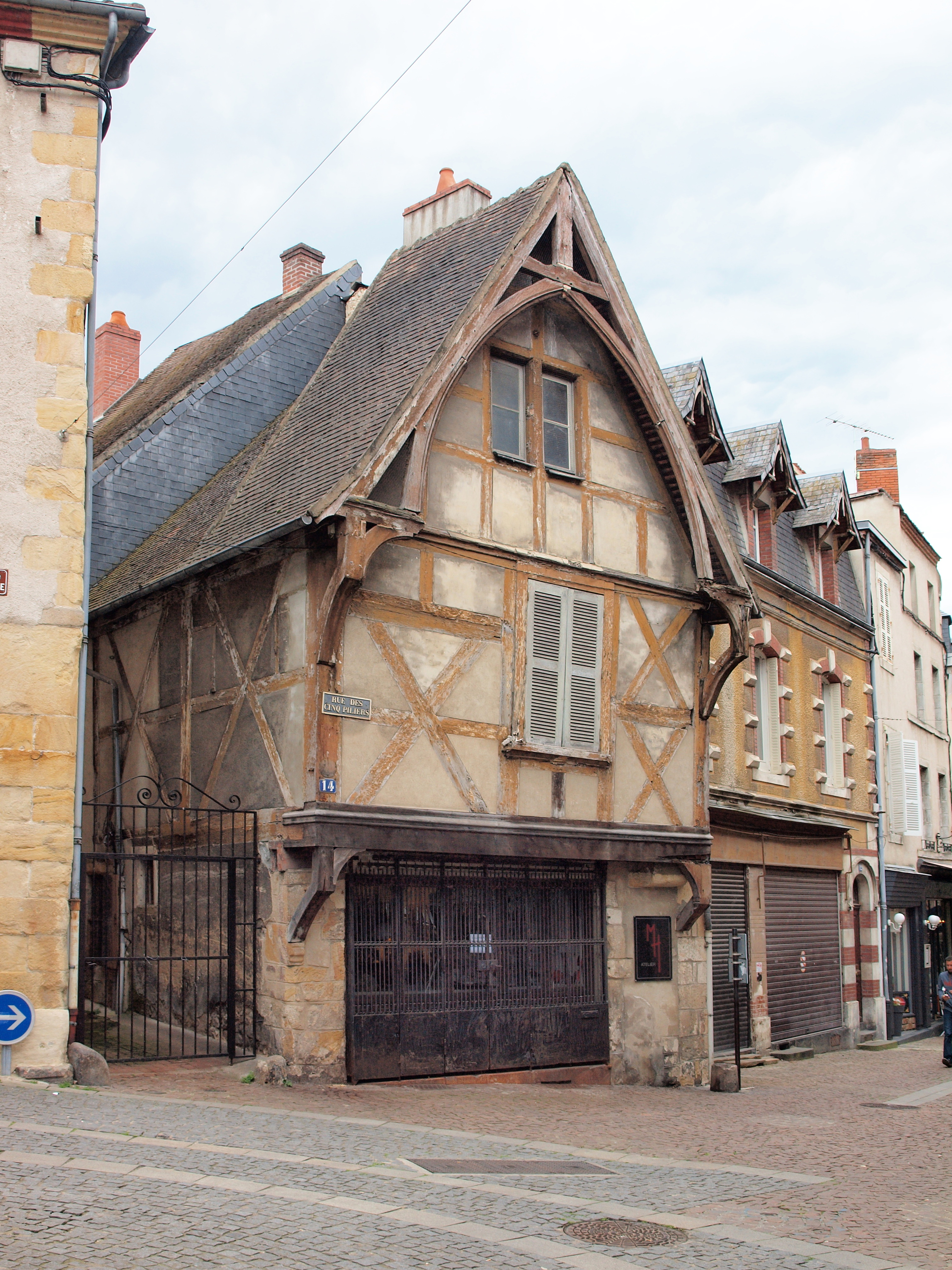

## Protection
Élément protégé : la façade.